# سیارک ۳۹۹۱
سیارک ۳۹۹۱ (به انگلیسی: 3991 Basilevsky، نامگذاری:1987SW3) سه هزار و نهصد و نود و یکمین سیارک کشف شده‌است که در ۲۶ سپتامبر ۱۹۸۷ کشف شد.
قدر مطلق سیارک برابر ۱۳٫۳۰ است.